# 李冰广场站
李冰广场站位于四川省成都市都江堰市幸福街道李冰广场地下，是成都市域铁路成灌线离堆支线的一座铁路车站。车站于2013年7月23日随离堆支线开通而投入使用，但至今未开办客运，所有列车均不停站通过。该站现由成都市域铁路有限责任公司管辖。

## 车站结构
车站呈西南—东北走向，整体均位于地下。车站仅设正线2股，无侧线，无道岔。股道两侧建有侧式站台两座，并配备有屏蔽门。车站及上下行区间均为电气化复线。
车站在地面设有出入口3个，A口位于青城路西侧，B口位于青城路东侧李冰广场内，另在迎宾大道北、观景路西蜀西商城边设有一未标识的出入口。

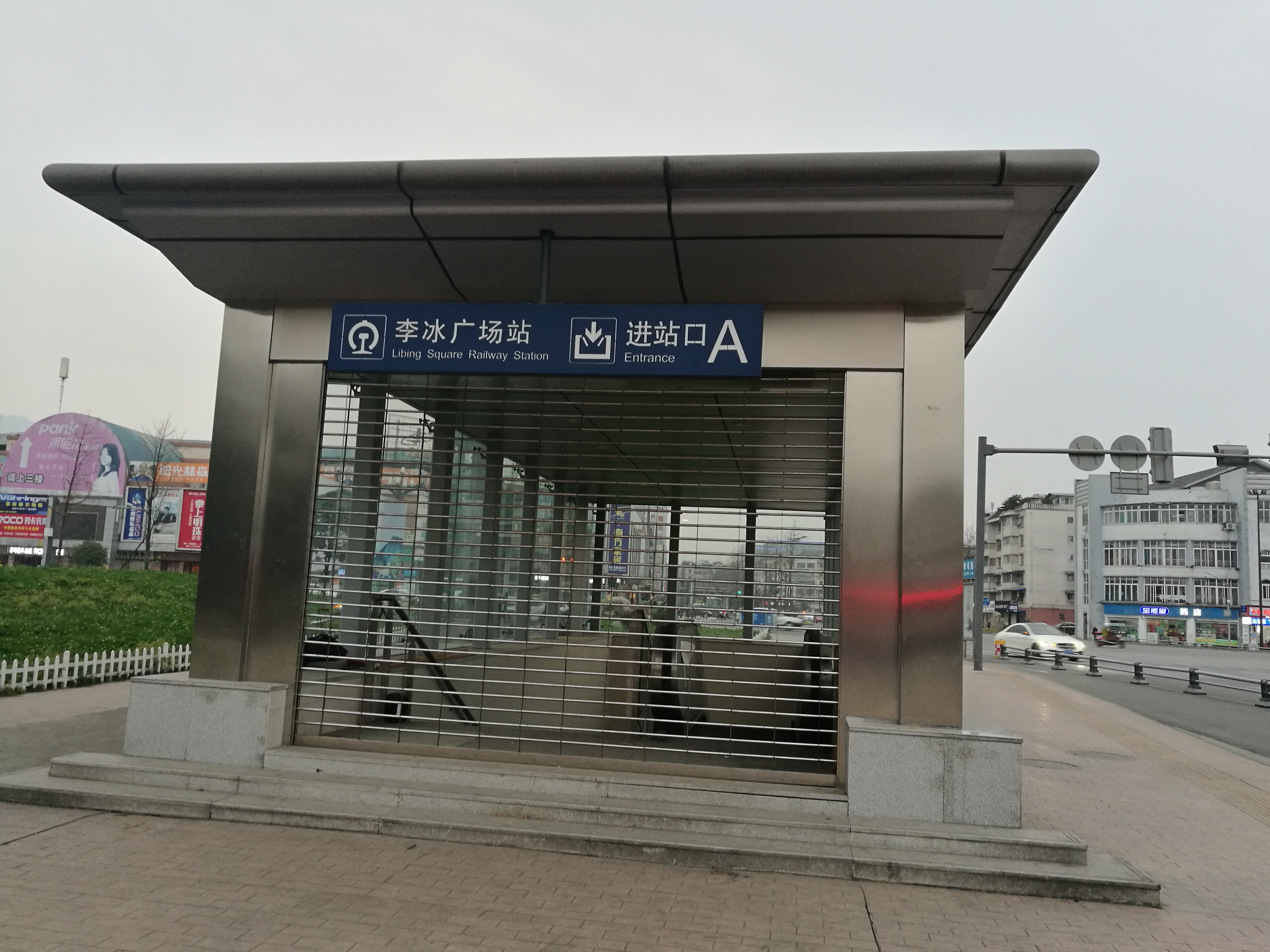
2017年，李冰广场站进站口A
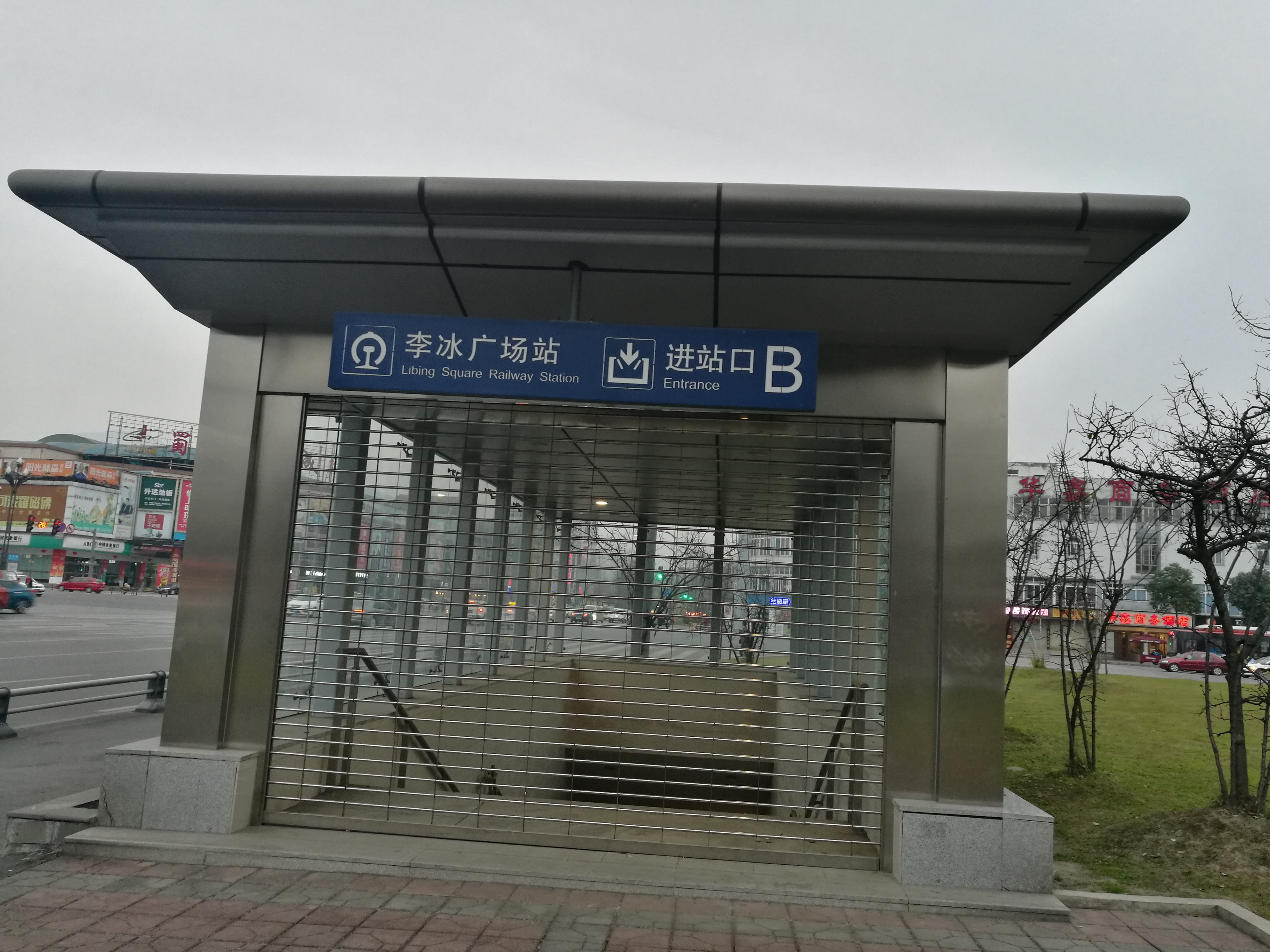
2017年，李冰广场站进站口B
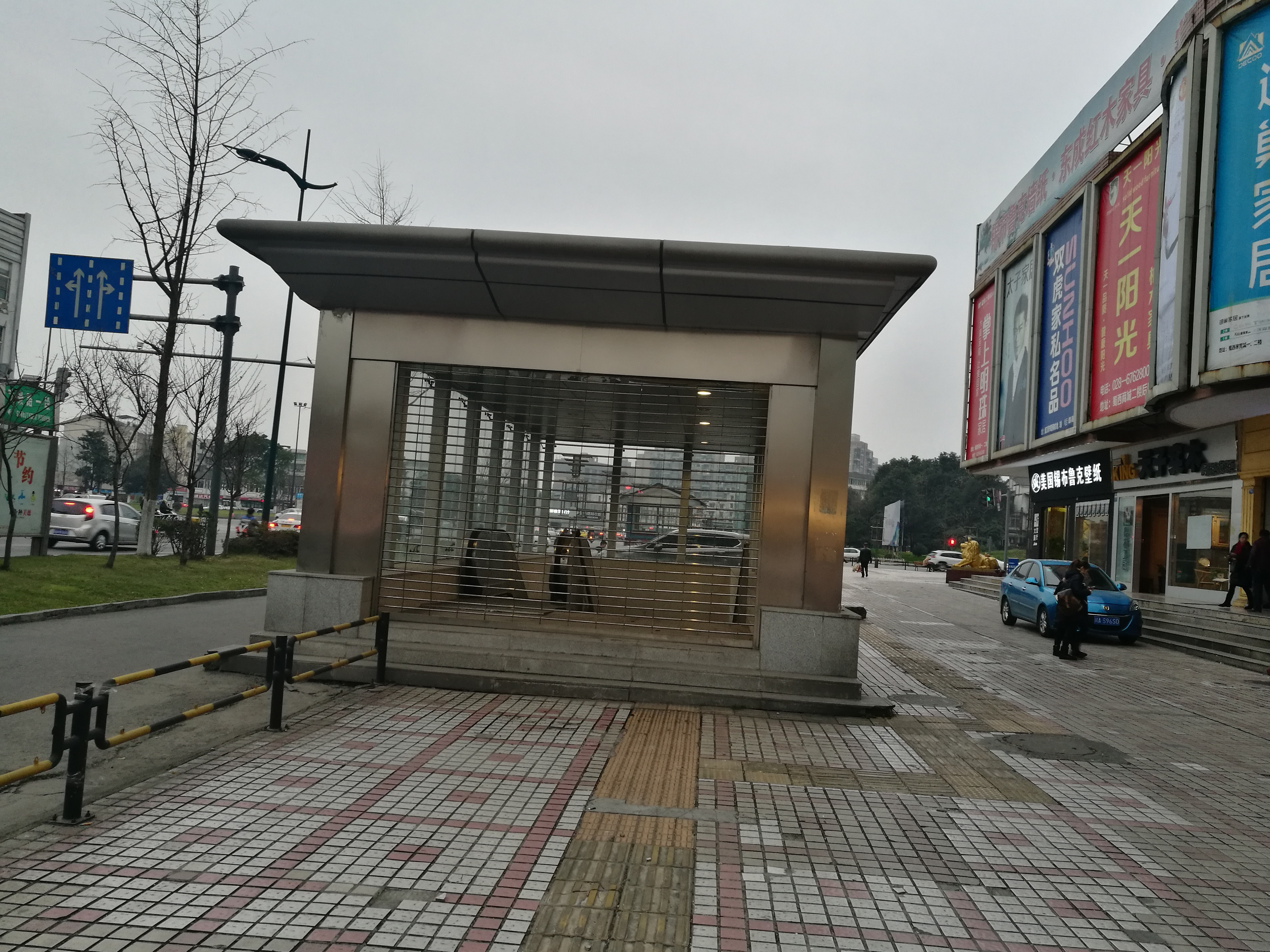
2017年，未命名的李冰广场站进站口
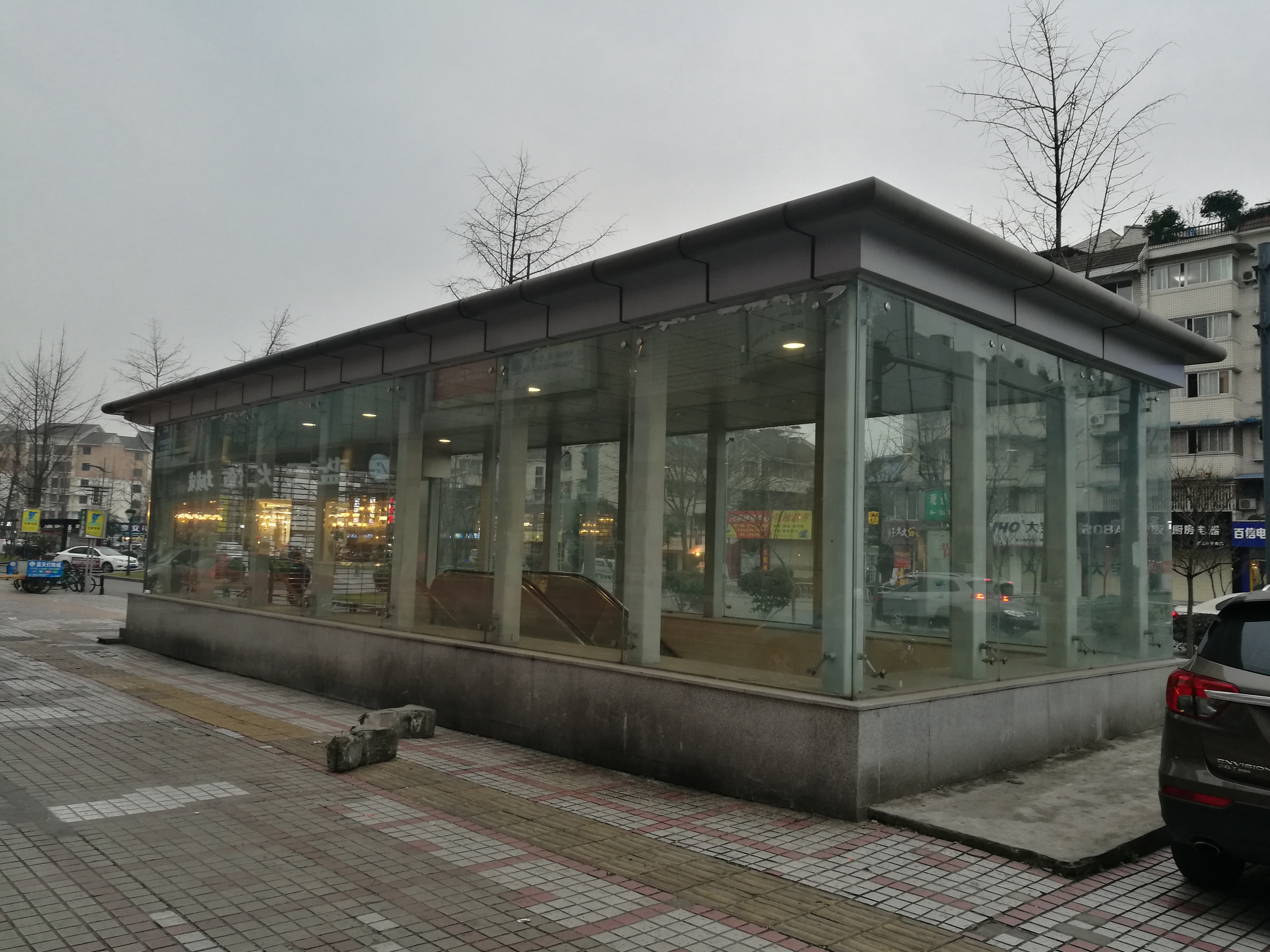
2017年，未命名的李冰广场站进站口侧景
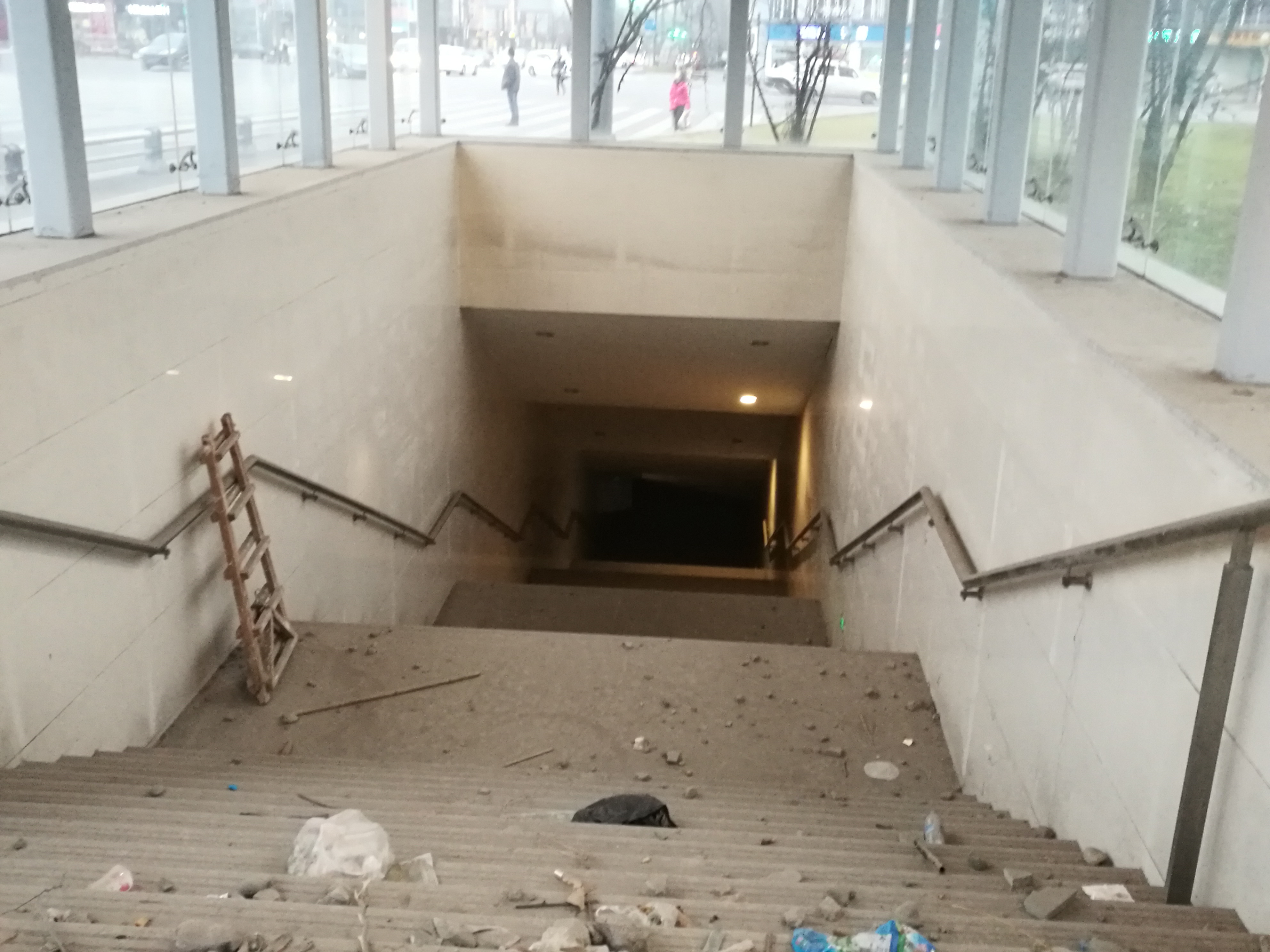
2017年，李冰广场站进站口内景

## 争议
自2013年所在铁路投运至今，李冰广场站始终闲置（其间曾有小规模维护改造）而未开办客运，因此遭受“浪费”非议。